# Night Ferry

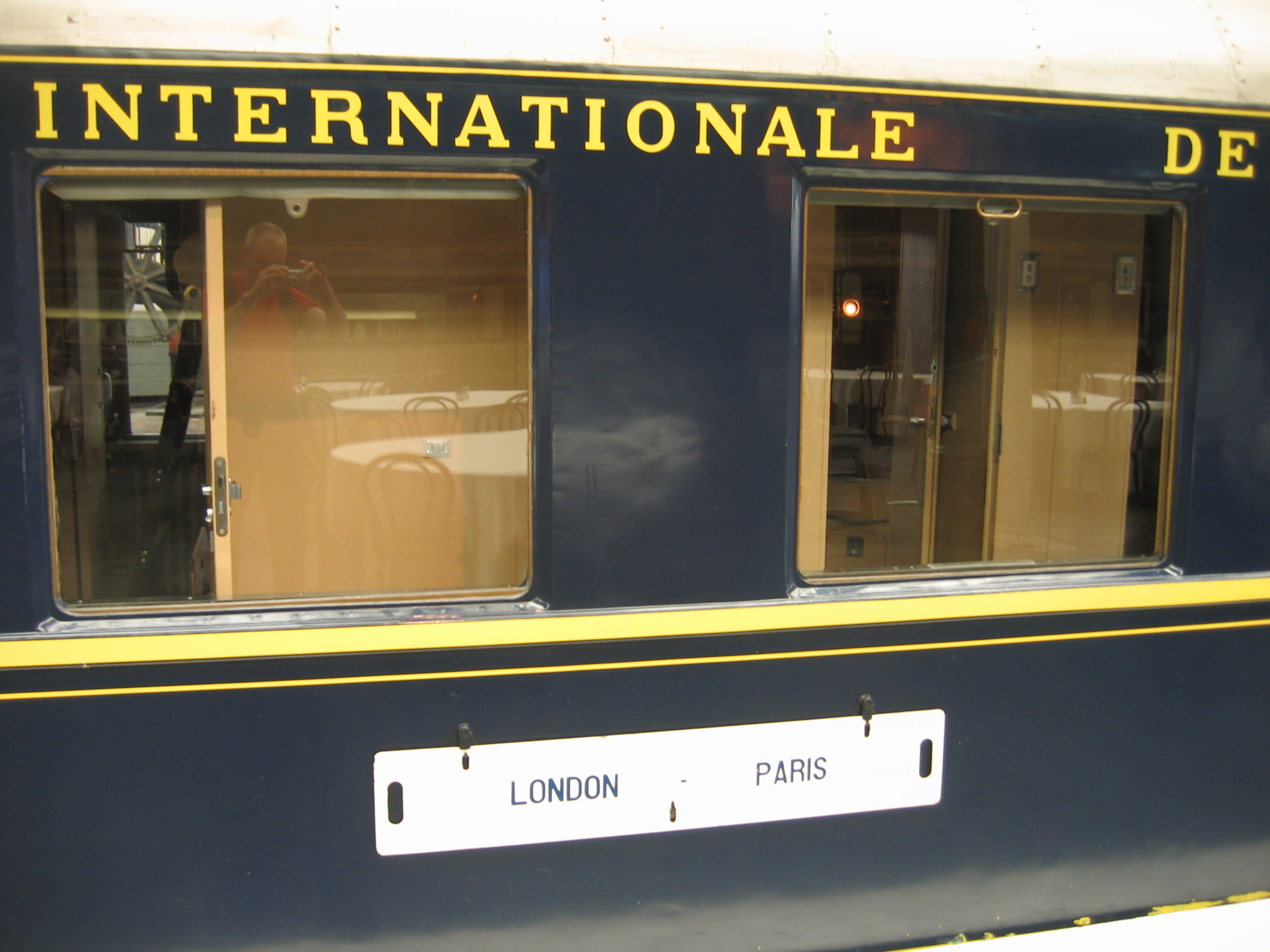
London–Paris mit dem Night Ferry

Der Night Ferry war ein Schlafwagenzug zwischen London Victoria und Paris Gare du Nord. Seine Wagen querten den Ärmelkanal per Fähre zwischen Dover und Dünkirchen. Später wurde er um Kurswagen über Ostende nach Brüssel erweitert. Er verkehrte von 1936 bis 1980, von einer kriegsbedingten Pause zwischen 1939 und 1947 abgesehen. Vor Inbetriebnahme des Eurotunnels war er die einzige durchgehende Zugverbindung zwischen London und Paris.

## Geschichte

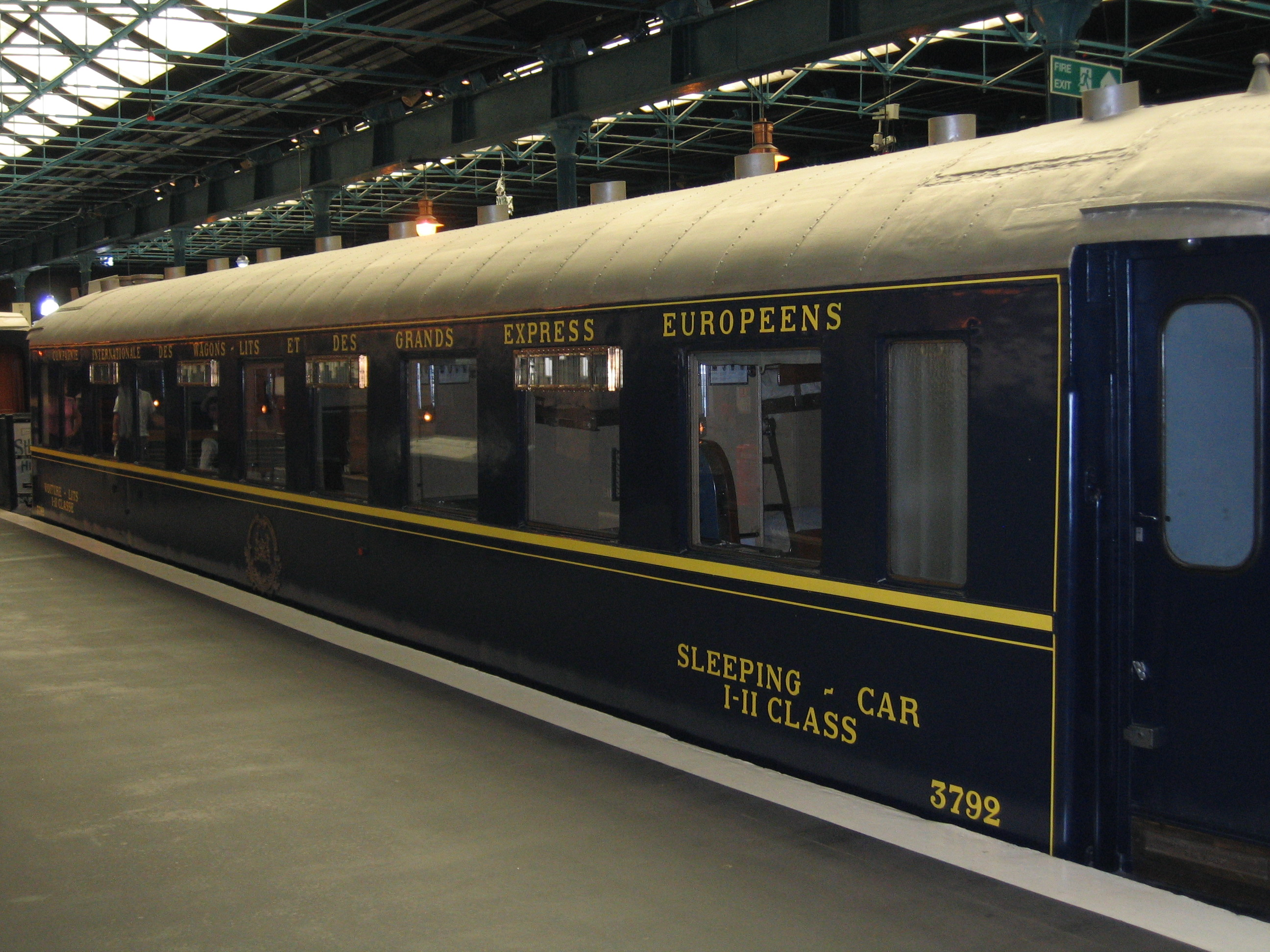
Schlafwagen

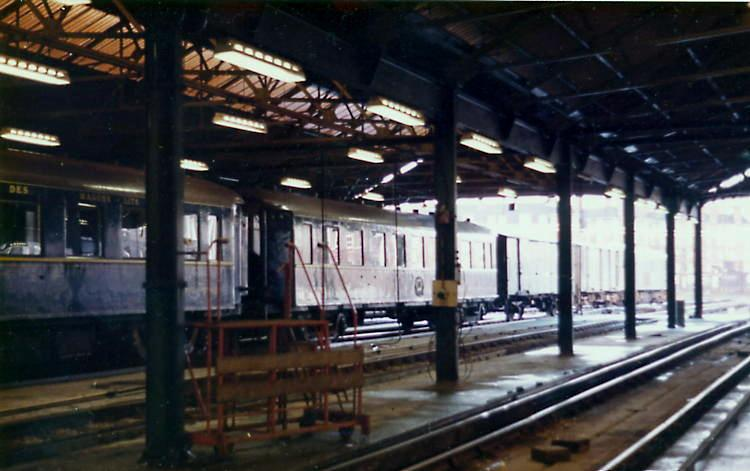
Night Ferry-Wagenzug in der Abstellanlage der Victoria Station

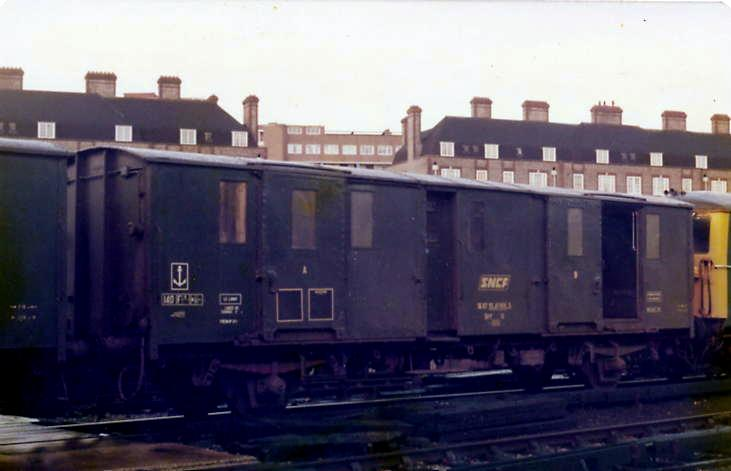
Gepäckwagen der SNCF für den Night Ferry

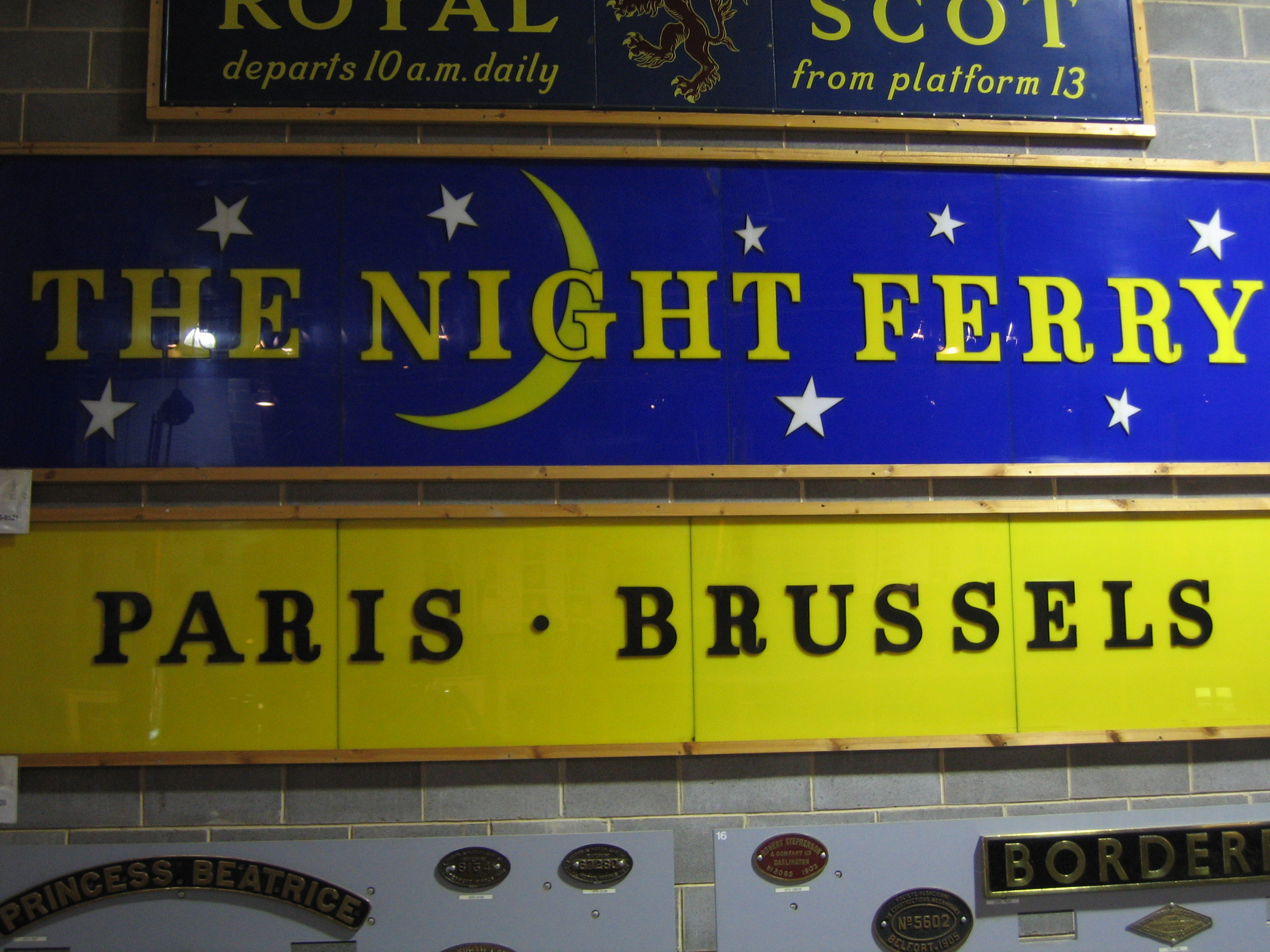
Hinweisschilder aus der Victoria Station, heute im National Railway Museum

Der Zug wurde seit dem 5. Oktober 1936 von der französischen Chemins de fer du Nord (NORD) und der Southern Railway (SR) gemeinsam betrieben. Die NORD ging bereits 1938 nach der Verstaatlichung in der Staatsbahn SNCF auf, im Vereinigten Königreich übernahm 1948 mit der Verstaatlichung British Railways den Betrieb von der SR. Zoll- und Passformalitäten fanden bereits im Bahnhof Victoria Station statt. Zwischen Dover (Bahnhof Dover Marine) und Dünkirchen wurde der Teil des Zuges, der von den Schlaf- und Gepäckwagen gebildet wurde, auf eine Fähre verladen und dabei in mehrere Segmente zerlegt, um die Fähre gleichmäßig zu belasten. Die Reisenden in den Sitzwagen mussten umsteigen. Wegen der hohen Unterschiede im Wasserstand aufgrund der Gezeiten nutzten die Fähren dafür ein speziell erbautes Dock, das es – wie bei einer Schleuse – ermöglichte, das Schiff auf die passende Höhe zu heben oder zu senken. Jede Fähre hatte vier Gleise zur Verfügung. Die Überfahrt dauerte etwa drei Stunden. Aufgrund der Unwägbarkeiten beim Be- und Entladen der Fähren kam es oft zu Verspätungen.
Im Zweiten Weltkrieg war die Verbindung unterbrochen. Sie wurde am 15. Dezember 1947 wieder aufgenommen. Ab Mitte der 1950er Jahre kamen die Kurswagen nach Brüssel hinzu. Ein Kurswagen nach Basel erwies sich als Misserfolg und wurde mangels ausreichender Nachfrage nach einer Fahrplanperiode wieder eingestellt. Die Fahrt dauerte etwa 12 Stunden:
|       | Winterfahrplan 1959/1960 |       |
| ----- | ------------------------ | ----- |
| 21:00 | ab London Victoria an    | 09:10 |
| 22:42 | an Dover Marine ab       | 07:20 |
| 05:34 | ab Dunkerque an          | 01:21 |
| 09:00 | an Paris ab              | 22:00 |
| 08:44 | an Bruxelles ab          | 21:15 |

Ende der 1970er Jahre waren nicht nur die eingesetzten Fahrzeuge technisch am Ende, auch hatte die Konkurrenz des Luftverkehrs die Fahrgastzahlen erheblich gesenkt. Die Verbindung wurde deshalb am 31. Oktober 1980 eingestellt.

## Fahrzeuge
Die Schlafwagen des Zuges – ausschließlich erster Klasse – stellte die Compagnie Internationale des Wagons-Lits (CIWL). Es waren gegenüber den sonst von der Gesellschaft verwendeten Schlafwagen kleinere, dem schmaleren britischen Lichtraumprofil angepasste Fahrzeuge. Sie besaßen neun Zweibettabteile, im Unterschied zu normalen kontinentalen Schlafwagen der CIWL, die zehn bis zwölf Abteile mit bis zu je drei Betten aufwiesen. Die CIWL ließ für den Verkehr zunächst 12 dieser als Typ F bezeichneten Wagen in Frankreich bauen. Weitere sechs Wagen des Typs F wurden 1939 geliefert, kamen aber erst nach Kriegsende ab 1946 zum Einsatz. Aufgrund von Kriegsverlusten – ein Wagen vom Typ F fand sich bspw. nach 1945 bei der MITROPA und wurde im Auftrag der sowjetischen Besatzungsmacht im Blauen Express zwischen Berlin und Brest eingesetzt – beschaffte die CIWL weitere sieben Schlafwagen, die ab 1952 zum Einsatz kamen. Außer vier bis fünf Schlafwagen – nur ganz selten wurden sechs eingesetzt – führte der Zug normalerweise noch zwei französische Gepäck- sowie einen Speisewagen. Nach dem Krieg wurden in den 1950ern zusätzlich Sitzwagen dritter, respektive zweiter Klasse des Betriebsbereichs der jeweiligen Bahngesellschaft eingesetzt. Speise- und Sitzwagen wurden jedoch nicht trajektiert.
Ende der 1950er Jahre wurde die Strecke auf englischer Seite mit dem Stromschienensystem der alten Southern Railway und damit 750 V Gleichspannung elektrifiziert. Seitdem wurde der Night Ferry mit den ab 1958 ausgelieferten elektrischen Lokomotiven der Klasse HA bespannt. In den letzten Jahren kamen in der Regel Diesellokomotiven der BR-Klasse 33 zum Einsatz, nachdem die letzten inzwischen als Klasse 71 eingeordneten HA-Lokomotiven 1977 ausgemustert worden waren. Zwischen Dünkirchen und Paris bespannten zu Zeiten der NORD Dampflokomotiven den Zug, in der Regel schwere Pacifics. Mit der beginnenden Elektrifizierung endete der Dampflokomotiveinsatz vor dem Night Ferry bei der SNCF 1959 zunächst zwischen Paris und Arras, in den Folgejahren wurde der gesamte Laufweg über Lille bis Dünkirchen elektrifiziert. Bis zur Einstellung bespannten nun Elektrolokomotiven den Zug.
Ende der 1970er Jahre waren die ursprünglich für den Zug gebauten Schlafwagen technisch am Ende ihrer Einsetzbarkeit. Die Fahrzeuge trugen nun zum Teil auch schon nicht mehr die CIWL-Beschriftung, sondern waren als Wagen der SNCF ausgewiesen. Andere geeignete Fahrzeuge gab es nicht, die Investition in neue Wagen schien nicht mehr lohnend. Auch dies führte zur Einstellung der Verbindung.
Im Zusammenhang mit der Eröffnung des Eurotunnels 1994 waren bereits Schlafwagen für den Nachtverkehr mit Kontinentaleuropa beschafft worden, die funktional dem Night Ferry gefolgt wären und als Nightstar bezeichnet wurden. Sie wurden allerdings auf der vorgesehenen Strecke nie eingesetzt, da sie sich aufgrund der Konkurrenz des weiter gewachsenen Luftverkehrs (Billigflüge) und der insbesondere vom britischen Gesetzgeber geforderten Sicherheitsbestimmungen, die eine Durchbindung über Brüssel, Paris und London hinaus praktisch unmöglich machen, nie rentiert hätten. Die Wagen wurden an VIA Rail, Kanada, verkauft.

## Bedeutung
Vor der Eröffnung des Eurotunnels war dies die einzige umsteigefreie Verbindung im Eisenbahnpersonenverkehr zwischen Großbritannien und dem restlichen Europa. Bei dem Tageszug-Pendant zum Night Ferry, dem Golden Arrow, wurde kein Trajektverkehr angeboten.
In Kunst und Literatur wurde der Zug auch zum Schauplatz:
- The Ipcress File (Film) 1965
- Bryan Edgar Wallace: Murder on the Night Ferry. 1965

## Musealer Erhalt
Der Wagen Nr. 3792 aus der Serie der 1936 gebauten Schlafwagen gehört heute zur Sammlung des National Railway Museum in York.